# Вудсієві
Вудсієві (Woodsiaceae) — родина рослин класу папоротевидні (Polypodiopsida).

## Таксономія
Згідно з Plants of the World Online таксон Woodsiaceae є синонімом до Aspleniaceae. Згідно з Catalogue of Life родина містить три роди Physematium Kaulf. (який за Plants of the World Online і Tropicos є синонімом до Woodsia), Woodsia R.Br., Woodsimatium Li Bing Zhang, N.T.Lu & X.F.Gao (який за Plants of the World Online і Tropicos є гібридом у межах Woodsia). Згідно з The Plant List родина містить три роди: Cheilanthopsis (який за Plants of the World Online і Tropicos є синонімом до Woodsia і Physematium відповідно), Physematium і Woodsia. Tropicos наводить такі правомірні підлеглі таксони вудсієвих (Woodsiaceae): Woodsia, Cheilanthopsis, Protowoodsia, Trichocyclus. 
Lu et al. (2019) здійснили філогенетичний аналіз 43 із ≈ 65 видів родини й результатом чого став чіткий поділ родини на два роди і 5 підродів:
родина вудсієві (Woodsiaceae)
- рід вудсія (Woodsia R.Br.)
  - підрід Woodsia subg. Woodsia — ≈ 30 видів у Східній Азії та циркумбореальних регіонах і Європі
  - підрід Woodsia subg. Eriosorus (Ching) Shmakov — ≈ 7 видів у Східній Азії (Західний Китай і Тайвань)
- рід Physematium Kaulf.
  - підрід Physematium subg. Physematium — ≈ 10 видів; 7 ендеміків Центральної й Південної Америки; 2 в Африці й Мадагаскарі; 1 у Північній Америці
  - підрід Physematium subg. Cheilanthopsis (Hieron.) Li Bing Zhang, N.T.Lu & X.F.Gao — ≈ 6 видів у Східній Азії, на Кавказі, у Гімалаях
  - підрід Physematium subg. Woodsiopsis (Shmakov) Li Bing Zhang, N.T.Lu & X.F.Gao — ≈ 12 видів у Північній Америці, включаючи центральну та північну Мексику
- зрештою гібридний рід ×Woodsimatium Li Bing Zhang, N.T.Lu & X.F.Gao є гібридом між Physematium і Woodsia

Родина вудсієвих є сестринською до клади, яка містить родини Athyriaceae (безщитникові), Blechnaceae (ребрівкові), Onocleaceae (страусопері).

## Опис
Кореневища від коротких до довгих, лускаті. Листки ростуть пучками в кінці кореневища, іноді поодинці з інтервалами, спірально згорнуті в молодому віці, 1–4-перисті. Листя мономорфне, рідко диморфне.

## Поширення
В основному гористе, північна півкуля.
В Україні зростають вудсія альпійська (Woodsia alpina) та вудсія бура (Woodsia ilvensis).